# Kōichi Yamamoto
Kōichi Yamamoto (山本 公一?, Yamamoto Kōichi; Uwajima, 4 settembre 1947 – Tokyo, 31 ottobre 2023) è stato un politico giapponese, ministro dell'ambiente dal 2016 al 2017.

## Biografia
Nato il 4 settembre 1947, suo padre era Yuichi Yamamoto, ex sindaco della città di Uwajima e membro della Camera dei rappresentanti. Kōichi si laureò in economia all'Università Keio.

### Carriera politica
Entrò in politica, inizialmente solo a livello locale. Si iscrisse al Partito Liberal Democratico e nel 1991 divenne membro dell'assemblea della prefettura di Aichi. Qui si dimise due anni dopo per candidarsi come rappresentante per la quarta circoscrizione della prefettura di Ehime, dove ottenne il seggio.
Nel settembre 2004 fu nominato viceministro degli affari interni e delle comunicazioni dal primo ministro Koizumi.
Si candidò come rappresentante e vinse tutte le seguenti elezioni fino al 2021, dove decise di ritirarsi dalla politica a causa di alcuni problemi di salute.
Nell'agosto 2016 venne nominato ministro dell'ambiente nel terzo gabinetto del primo ministro Shinzō Abe grazie ad un rimpasto di governo, sostituendo la politica Tamayo Marukawa. Qui rimase fino all'agosto 2017 in seguito ad un ulteriore rimpasto.
Nel 2022 venne insignito dell'onorificenza dell'Ordine del Sol Levante.
Kōichi Yamamoto morì in un ospedale di Tokyo il 31 ottobre 2023, all'età di 76 anni, a causa di una polmonite.